# 11067 Ґріненсі
11067 Ґріненсі (11067 Greenancy) — астероїд головного поясу, відкритий 25 лютого 1992 року.
Тіссеранів параметр щодо Юпітера — 3,256.